# Tailor Made - Chi ha la stoffa? (prima edizione)
La prima edizione di Tailor Made - Chi ha la stoffa? viene pubblicata, in anteprima su Discovery+, con cadenza di un episodio a settimana, dal 28 giugno 2022 e successivamente va in onda, in chiaro, in prima serata, su Real Time, dal 14 settembre al 19 ottobre 2022. 
Conduce il programma Tommaso Zorzi, mentre a giudicare le sfide è il duo formato da: Elide Morelli e Cristina Tardito.

## Concorrenti
| Posizione | Concorrente         | Età | Città              | Stato                      |
| --------- | ------------------- | --- | ------------------ | -------------------------- |
| 1°        | Gianluca Gioia      | 29  | Brindisi           | Vincitore                  |
| 2ª        | Lia Nguyen          | 28  | Milano             | Seconde classificate       |
| 2ª        | Cira Amato          | 43  | Napoli             | Seconde classificate       |
| 3ª        | Alessandra Boniello | 61  | Bologna            | Terza classificata         |
| 4°        | Elisa Pizziol       | 38  | Cavallino-Treporti | Eliminata nella semifinale |
| 5°        | Giovanni Bilello    | 46  | Sciacca            | Eliminato nel 4º episodio  |
| 6°        | Daniele Sproviero   | 35  | Roma               | Eliminati nel 3º episodio  |
| 7°        | Nagu Smargiassi     | 24  | Modena             | Eliminati nel 3º episodio  |
| 8ª        | Iris Indrigo        | 18  | Milano             | Eliminata nel 2º episodio  |
| 9°        | Tommaso Pilati      | 21  | Trento             | Eliminato nel 1º episodio  |

## Tabella delle classifiche e delle eliminazioni
- N.B. : L'ordine di classifica si riferisce solo alla prima e alla seconda prova. Nella terza sfida viene solo decretato il migliore della prova e l'eliminato/a di puntata, senza stilare le diverse posizioni, pee questo l'ordine è alfabetico.
- Legenda :

     Il concorrente ha vinto la gara
     Il concorrente ha perso la sfida finale e si classifica al secondo posto della gara
     Il concorrente si classifica al terzo posto della gara
      Il concorrente si classifica al quarto posto della gara
     Il concorrente ha affrontato e superato la prova su misura, e quindi accede alla puntata successiva (l'ordine è alfabetico e non di classifica)
     Il concorrente ha vinto la prova tecnica e il bonus per la prova successiva
     Il concorrente ha vinto la prova di trasformazione e le forbici d'oro
     Il concorrente ha vinto la prova su misura ed è salvo dell'eliminazione
     Il concorrente ha affrontato la prova tecnica / di trasformazione, ed accede alla prova successiva (l'ordine è di classifica)
     Il concorrente è stato eliminato al termine della puntata
     Il concorrente si è ritirato dalla gara
| 1°  | Iris       | Giovanni   | Lia        | Gianluca       | Giovanni   | Alessandra | Cira       | Gianluca   | Elisa / Giovanni | Gianluca   | Lia        | Elisa      | Alessandra | Cira       | Gianluca   | Lia        | Cira       | Gianluca |
| 2°  | Gianluca   | Lia        | Alessandra | Lia            | Lia        | Cira       | Nagu       | Alessandra | Elisa / Giovanni | Alessandra | Gianluca   | Alessandra | Gianluca   | Gianluca   | Alessandra | Alessandra | Gianluca   | Cira     |
| 3°  | Alessandra | Iris       | Cira       | Nagu           | Cira       | Daniele    | Gianluca   | Elisa      | Alessandra       | Lia        | Elisa      | Cira       | Lia        | Lia        | Cira       | Cira       | Lia        | Lia      |
| 4°  | Giovanni   | Elisa      | Daniele    | Elisa          | Elisa      | Elisa      | Alessandra | Daniele    | Cira             | Cira       | Giovanni   | Gianluca   | Cira       | Alessandra | Lia        | Gianluca   | Alessandra |          |
| 5°  | Cira       | Alessandra | Elisa      | Cira           | Alessandra | Gianluca   | Lia        | Lia        | Gianluca         | Giovanni   | Alessandra | Lia        | Elisa      | Elisa      | Elisa      |            |            |          |
| 6°  | Nagu       | Gianluca   | Gianluca   | Alessandra     | Daniele    | Giovanni   | Giovanni   | Cira       | Lia              | Elisa      | Cira       | Giovanni   |            |            |            |            |            |          |
| 7°  | Tommaso    | Cira       | Giovanni   | Giovanni       | Gianluca   | Lia        | Elisa      | Giovanni   | Daniele          |            |            |            |            |            |            |            |            |          |
| 8°  | Lia        | Daniele    | Iris       | Daniele / Iris | Iris       | Nagu       | Daniele    | Nagu       | Nagu             |            |            |            |            |            |            |            |            |          |
| 9°  | Daniele    | Tommaso    | Nagu       | Daniele / Iris | Nagu       | Iris       |            |            |                  |            |            |            |            |            |            |            |            |          |
| 10° | Elisa      | Nagu       | Tommaso    |                |            |            |            |            |                  |            |            |            |            |            |            |            |            |          |

## Riassunto episodi

### Episodio 1
Prima TV: 14 settembre 2022
In questo primo episodio i 10 migliori sarti amatoriali, risultanti dai casting, iniziano la competizione affrontando le tre prove alla base di ogni puntata (tecnica, di trasformazione e su misura). Il vincitore della prima prova, ha il diritto di scegliere l'indumento per primo/a da utilizzare nella seconda prova. Il vincitore della seconda prova, invece, può usufruire di un aiuto da parte di uno dei due giudici. Al termine della terza sfida, solo il migliore è salvo e passa di diritto alla puntata successiva. I restanti concorrenti passano sotto al giudizio delle giudici che al netto delle tre prove stabiliscono l'eliminato/a di puntata.
- La prova tecnica: La gonna a ruota
  - Migliore: Iris
- La prova di trasformazione: La camicia
  - Migliore (forbici d'oro): Giovanni
- La prova su misura: Il caftano
  - Migliore: Lia
- Concorrente eliminato: Tommaso

### Episodio 2
- Prima TV: 21 settembre 2022
- Ospite: Simon Cracker

In questo secondo episodio i 9 migliori sarti amatoriali rimasti, affrontano le tre solite prove alla base di ogni puntata (tecnica, di trasformazione e su misura). Il vincitore della prima prova, ha il diritto di utilizzare 10 minuti di bonus seconda prova. Il vincitore della seconda prova, invece, può usufruire di un aiuto da parte di uno dei due giudici. Al termine della terza sfida, solo il migliore è salvo e passa di diritto alla puntata successiva. I restanti concorrenti passano sotto al giudizio delle giudici che al netto delle tre prove stabiliscono l'eliminato/a di puntata.
- La prova tecnica: I pantaloni da donna con risvolto
  - Migliore: Gianluca
- La prova di trasformazione: Il sacco da parapendio
  - Migliore (forbici d'oro): Giovanni
- La prova su misura: L'abito a balze
  - Migliore: Alessandra
- Concorrente eliminato: Iris

### Episodio 3
- Prima TV: 28 settembre 2022

In questo terzo episodio gli 8 migliori sarti amatoriali rimasti, affrontano le tre solite prove alla base di ogni puntata (tecnica, di trasformazione e su misura). Il vincitore della prima prova ha la possibilità di scegliere la tenda a proprio piacimento, per primo. Il vincitore della prova di trasformazione, invece, vincendo le forbici d'oro, ha il privilegio di scegliere il compagno con cui realizzare la prova su misura. Il resto dei sarti, invece, tramite pesca a sorte, si combina, formando le altre coppie. Al termine della terza sfida, solo la coppia migliore è salva e passa di diritto alla puntata successiva. I restanti concorrenti passano sotto al giudizio delle giudici, come singoli concorrenti quali sono, che al netto delle tre prove stabiliscono i due eliminati di puntata.
- La prova tecnica: La camicia bowling
  - Migliore: Cira
- La prova di trasformazione: La tenda vintage
  - Migliore (forbici d'oro): Gianluca
- La prova su misura: Il Mini-me
  - Coppie formate: (Elisa-Giovanni, Cira-Lia, Nagu-Alessandra, Gianluca-Daniele)
    - Coppia Migliore: Elisa-Giovanni
- Concorrente eliminati: Nagu, Daniele

### Episodio 4
- Prima TV: 5 ottobre 2022

In questo quarto episodio i 6 migliori sarti amatoriali rimasti, affrontano le tre solite prove alla base di ogni puntata (tecnica, di trasformazione e su misura). Il vincitore della prima prova ha la possibilità di scegliere i capi del corredo, per primo, e di usufruire di 5 minuti in più rispetto agli altri concorrenti. Il vincitore della seconda prova, invece, può usufruire di un aiuto da parte di uno dei due giudici. Al termine della terza sfida, solo il migliore è salvo e passa di diritto alla puntata successiva. I restanti concorrenti passano sotto al giudizio delle giudici che al netto delle tre prove stabiliscono l'eliminato/a di puntata.
- La prova tecnica: Il tubino
  - Migliore: Gianluca
- La prova di trasformazione: Il corredo vintage della nonna (composto da: centrini, cappelli, foulard, giacche, etc.)
  - Migliore (forbici d'oro): Lia
- La prova su misura: L'abito da Disco-Diva
  - Migliore: Elisa
- Concorrente eliminato: Giovanni

### Episodio 5 -Semifinale
- Prima TV: 12 ottobre 2022

In questo quinto episodio, nonché semifinale della prima edizione, i 5 migliori sarti amatoriali rimasti, affrontano le tre solite prove alla base di ogni puntata (tecnica, di trasformazione e su misura). Il vincitore della prima prova ha la possibilità di scegliere per primo la box a proprio piacimento. Il vincitore della terza sfida, invece, ha la possibilità di avere un aiuto da uno dei due giudici e di iniziare la prova con 10 minuti di vantaggio.
- La prova tecnica: La Jumpsuit
  - Migliore: Alessandra
- La prova di trasformazione: Box di nazionalità diverse (contenente stoffe, vestiti, maglie, camicie, etc.)
  - Box: (Box USA: Alessandra; Box India: Elisa; Box Africa: Cira; Box Giappone: Gianluca; Box Cina: Lia)
    - Migliore (forbici d'oro): Cira
- La prova su misura: Il bomber
  - Migliore (1° concorrente finalista): Gianluca
    - 2°, 3°, 4° concorrente finalista: Alessandra, Cira, Lia
- Concorrente eliminato: Elisa

### Episodio 6 -Finale
- Prima TV: 19 ottobre 2022
- Ospiti: Massimo Cantini Pantini, Linda Morselli

In questo sesto ed ultimo episodio, nonché finale della prima edizione, i quattro finalisti si sfidano nelle ultime tre prove consuete. Al termine della seconda prova, quella di trasformazione, vi è però un'eliminazione. Il vincitore della prima prova, ha la possibilità di scegliere il capo di base per la prova di trasformazione, per primo. Gli ultimi tre finalisti rimasti, si sfidano nella prova su misura, che porterà solo il vincitore, vedere sfilare il proprio abito sulla passerella.
- La prova tecnica: Il corsetto
  - Migliore: Lia
- La prova di trasformazione: L'abito da sposa
  - Migliore: Cira
    - Concorrente eliminato / Terza classificata: Alessandra
- La prova su misura: L'abito da Red Carpet
  - Vincitore: Gianluca
    - Seconde classificate: Lia, Cira

## Ascolti TV
| Puntata    | Messa in onda     | Telespettatori | Share |
| ---------- | ----------------- | -------------- | ----- |
| 1          | 14 settembre 2022 | 287 000        | 1,6%  |
| 2          | 21 settembre 2022 | 285 000        | 1,5%  |
| 3          | 28 settembre 2022 | 213 000        | 1,1%  |
| 4          | 5 ottobre 2022    | 244 000        | 1,1%  |
| Semifinale | 12 ottobre 2022   | 214 000        | 1,1%  |
| Finale     | 19 ottobre 2022   | 282 000        | 1,4%  |
| Media      | Media             | 254 000        | 1,30% |